# Chakghat
Chakghat là một thị xã và là một nagar panchayat của quận Rewa thuộc bang Madhya Pradesh, Ấn Độ.

## Nhân khẩu
Theo điều tra dân số năm 2001 của Ấn Độ, Chakghat có dân số 9103 người. Phái nam chiếm 53% tổng số dân và phái nữ chiếm 47%. Chakghat có tỷ lệ 64% biết đọc biết viết, cao hơn tỷ lệ trung bình toàn quốc là 59,5%: tỷ lệ cho phái nam là 72%, và tỷ lệ cho phái nữ là 54%. Tại Chakghat, 18% dân số nhỏ hơn 6 tuổi.